# بوارتا ألبا
بوارتا ألبا هي قرية تقع في إقليم كونستانتا في رومانيا.

## السكان
حسب إحصائيات 2002 بلغ عدد سكان القرية 4306 نسمة.